# Helme Heine
Helme Heine, né à Berlin le 4 avril 1941 est un écrivain et un illustrateur allemand, spécialisé dans les ouvrages littérature d'enfance et de jeunesse. Il a aussi travaillé pour le théâtre et créé des dessins animés.

## Biographie
Fils d'un restaurateur et hôtelier de Lübeck, il étudie les sciences économiques et l'histoire de l'art, avant de partir pour l'Afrique du Sud en 1966. À Johannesbourg, il ouvre un cabaret à l'enseigne Sauerkraut (ce qui signifie « choucroute ») et il publie une feuille satirique qui porte le même nom. 
En 1977, il revient en Allemagne, à Munich. Il  y réalise des dessins animés pour la télévision : Tabaluga, Trois amis mènent l'enquête. Il a aussi travaillé dans le domaine du théâtre où il a été metteur en scène et créateur de décors.
En 1977 également, il obtient la "Mention" Premio Grafico Fiera di Bologna per l'Infanzia, de la Foire du livre de jeunesse de Bologne (Italie) pour  Elefanteneinmaleins (Un éléphant, ça compte énormément).

## Quelques ouvrages traduits en français
- 1979, Fier de l'aile, texte et illustrations de Helme Heine, traduction de Patrick Jusserand, Gallimard jeunesse
- 1979, Fantadou, texte et illustrations de Helme Heine, traduction de Gilberte Lambrichs, Gallimard jeunesse
- 1981, Un Éléphant, ça compte énormément, texte et illustrations de Helme Heine, Folio Benjamin Gallimard jeunesse. Ce livre a été publié en Allemagne pour la première fois en 1976 par Gertraud Middelhauve Verlag sous le titre Elefanteneinmaleins.
- 1989, La Perle, texte et illustration de Helme Heine, Gallimard jeunesse
- 1989, Le Merveilleux voyage à travers la nuit, texte et illustrations de l'auteur, L'École des loisirs
- 2002, Le Mariage de Cochonnet, texte et illustrations de Helme Heine, traduction de Rémi Laureillard, Folio Benjamin, Gallimard jeunesse
- 2005, Foxtrott, texte et illustrations de Helme Heine, Kaleidoscope
- 2007, Trois amis, texte et illustrations de l'auteur, Gallimard Folio Benjamin

## Prix et distinctions
- 1977 : "Mention" Premio Grafico Fiera di Bologna per l'Infanzia, de la Foire du livre de jeunesse de Bologne[2] (Italie) pour  Elefanteneinmaleins (Un éléphant, ça compte énormément).
- 1982 : (international) « Honour List »[3] de l' IBBY, pour Der Superhas